# Carlien Dirkse van den Heuvel

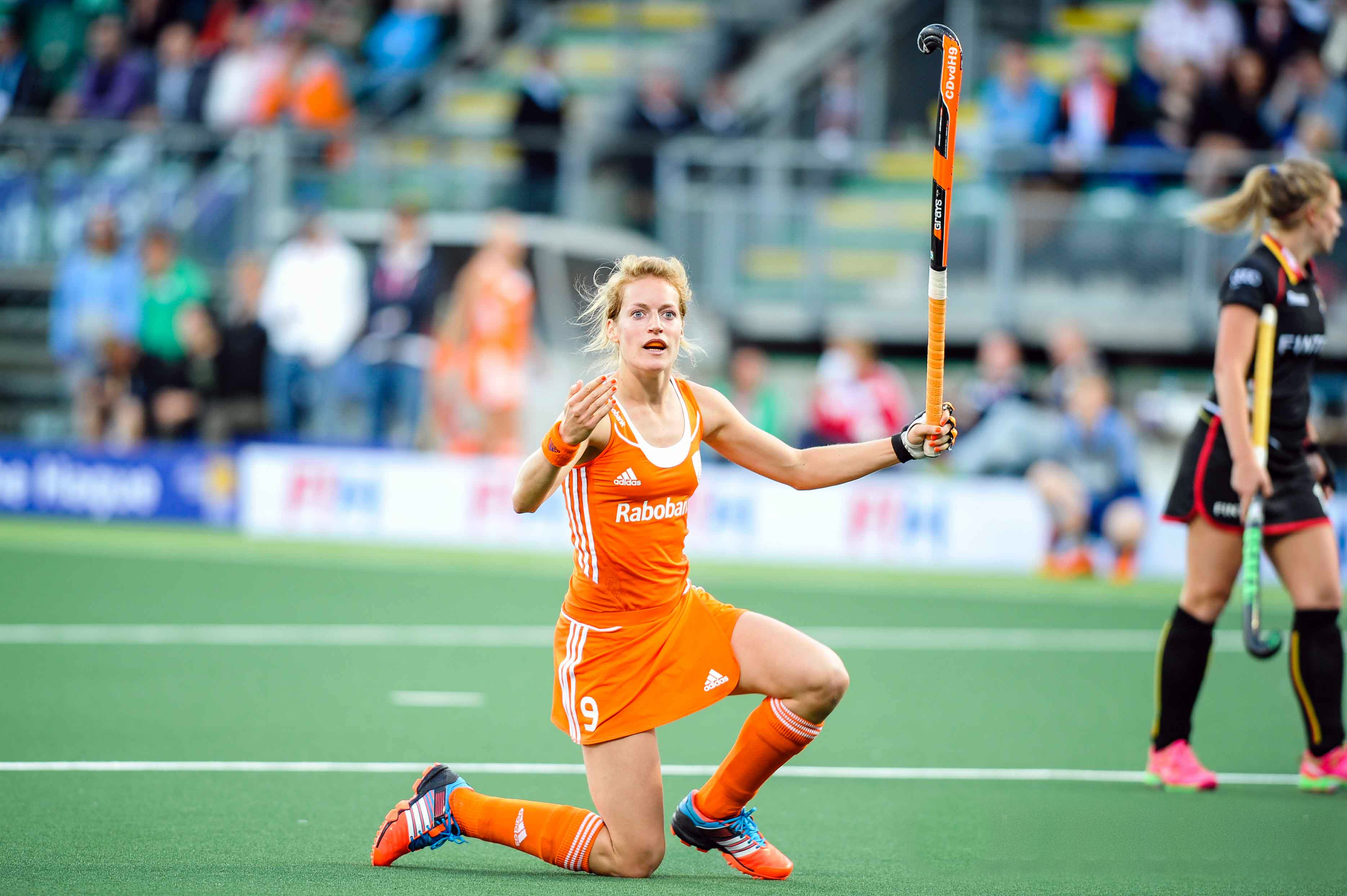
Carlien Dirkse van den Heuvel bei der Feldhockey-Weltmeisterschaft der Damen 2014

Carlien Dirkse van den Heuvel (* 16. April 1987) ist eine niederländische Hockeyspielerin.

## Leben
Dirkse van den Heuvel spielte für den niederländischen Verein HC ’s-Hertogenbosch. Mit diesem Verein gewann sie von 2004 bis 2007 dreimal die Landesmeisterschaften in den Niederlanden. Seit 2007 spielt Dirkse van den Heuvel für Stichtse Cricket en Hockey Club.
Mit der niederländischen Damenmannschaft gewann sie die Feldhockey-Europameisterschaft der Damen 2009 sowie die Feldhockey-Europameisterschaft der Damen 2011. Bei den
Olympischen Sommerspielen 2012 gewann sie mit der niederländischen Damenmannschaft die Goldmedaille.
Dirkse van Den Heuvel lebt mit der niederländischen Hockeyspielerin Maartje Paumen zusammen.